# Hofkapelle St. Sebastian (Arnhofen)

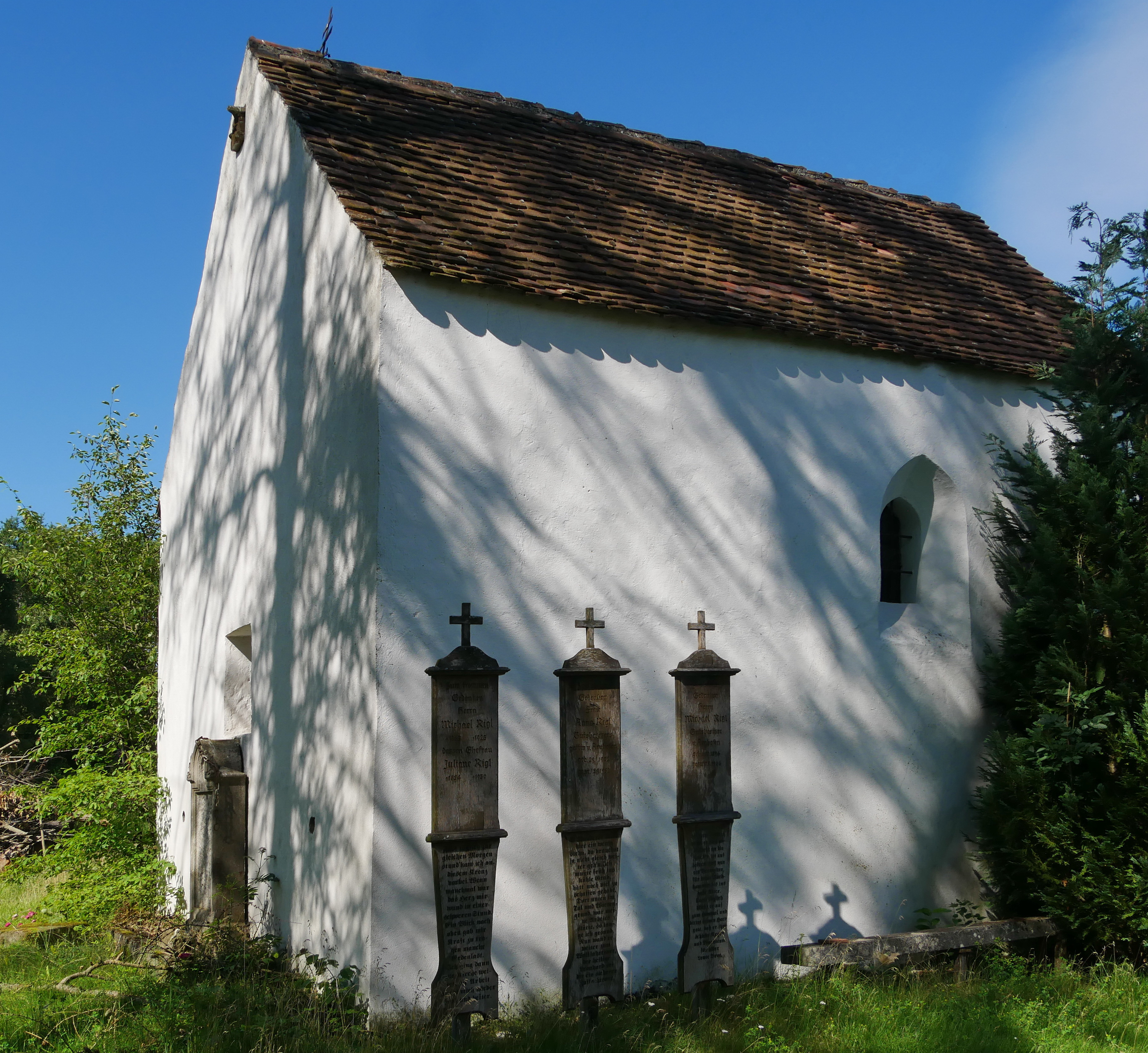
Hofkapelle St. Sebastian in Arnhofen

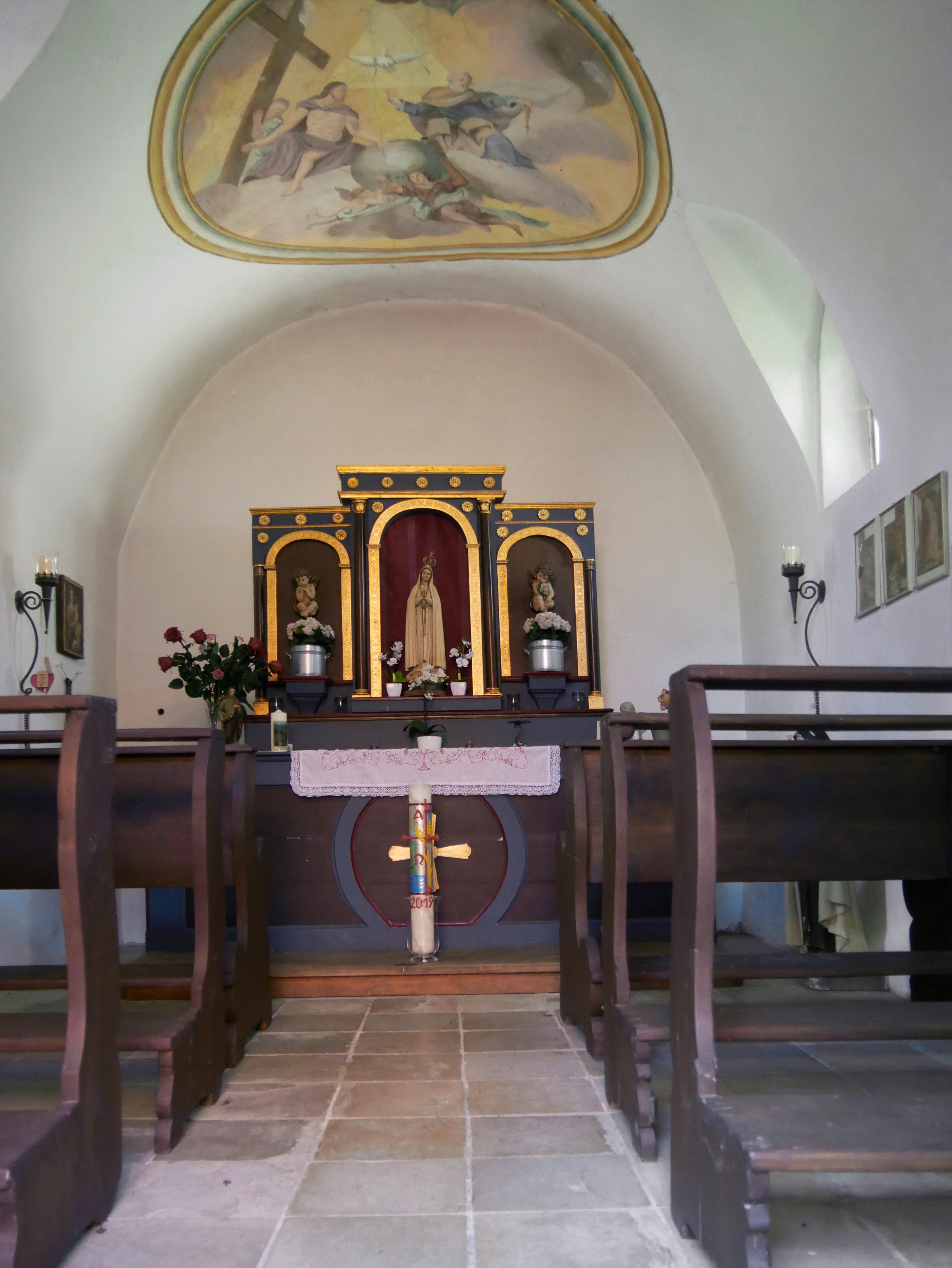
Innenansicht

Die Hofkapelle St. Sebastian in Arnhofen, einem Gemeindeteil von Inchenhofen im schwäbischen Landkreis Aichach-Friedberg in Bayern, stammt im Kern aus romanischer Zeit. Die Hofkapelle bei Haus Nr. 1 ist ein geschütztes Baudenkmal.
Der schlichte Rechteckbau mit Satteldach und Tonnengewölbe wurde in spätgotischer Zeit und Mitte des 18. Jahrhunderts umgestaltet.
Von der Ausstattung sind die Deckenbilder der Trinität und der Immaculata von der Mitte des 18. Jahrhunderts erwähnenswert.
Im schlichten Altar standen spätgotische Figuren der Heiligen Wolfgang, Rochus und Sebastian, dem die Kapelle geweiht ist.